# Куп Кариба 2005.
Куп Кариба 2005. (познат као Digicel Caribbean Cup−Дигисел Куп Кариба због спонзорства), било је тринаесто издање Купа Кариба, основано од стране ФСК, једне од Конкакафових зона. Свих 30 земаља је пријављено за квалификације али је шест земаља одустало.
У финалном делу је одиграно 6 утакмица и постигнуто 16 голова. У квалификацијама је одиграно 46 утакмица и постигнуто 149 голова.

## Квалификације

### Прва квалификациона рунда (Групна фаза)

#### Група А
Квалификанти Групе А:  Свети Мартин Фр. против  Свети Мартин Хол. (Свети Мартин Хол. одустао)
Утакмице су игране у Кингстону, Јамајка
| Репрезентација             | Ута. | Поб. | Нер. | Изг. | ГД | ГП | ГРаз. | Бод. |
| -------------------------- | ---- | ---- | ---- | ---- | -- | -- | ----- | ---- |
| Јамајка                    | 3    | 3    | 0    | 0    | 26 | 2  | +24   | 9    |
| Хаити                      | 3    | 2    | 0    | 1    | 14 | 3  | +11   | 6    |
| Свети Мартин Фр.           | 3    | 0    | 1    | 2    | 0  | 14 | –14   | 1    |
| Америчка Девичанска Острва | 3    | 0    | 1    | 2    | 1  | 22 | –21   | 1    |

| Јамајка | 12:0 | Свети Мартин Фр. |
| --- | ---- | ---------------- |
| Роланд Дин 2’, 11’, 30’ · Џермејн Хју 10’ · Лутон Шелтон 17’, 39’, 45’, 52’ · Кари Стивенсон 18’ · Роберт Скарлет 20’, 85’ · Ричард Вест 54’ |      |                  |

| Хаити | 11:0 | Америчка Девичанска Острва |
| --- | ---- | -------------------------- |
| Луисвенс Месидор 13’, 30’, 48’ · Ричардсон Улсена 15’, 78’ · Леонел Сент-При 33’ · Моне Шери 40’, 90+1’ · Руди Лормера 57’ · Питер Жермен 64’ · Дифен Теламур 87’ |      |                            |

| Јамајка | 11:1 | Америчка Девичанска Острва |
| --- | ---- | -------------------------- |
| Лутон Шелтон 9’ · Роланд Дин 23’, 32’ · Џермејн Хју 36’, 53’, 56’ · Кари Стивенсон 40’ · Анди Вилијамс 50’ · Фабијан Дејвис 64’ · Теофор Бенет 67’ · Аким Пресли 68’ |      | Винсент Лауро 72’          |

| Хаити                                    | 2:0 | Свети Мартин Фр. |
| ---------------------------------------- | --- | ---------------- |
| Пјер Ришар Бруни 25’ · Дифен Теламур 67’ |     |                  |

| Јамајка                                                | 3:1 | Хаити                |
| ------------------------------------------------------ | --- | -------------------- |
| Кари Стивенсон 20’ · Роланд Дин 22’ · Лутон Шелтон 32’ |     | Ричардсон Улсена 41’ |

| Америчка Девичанска Острва | 0:0 | Свети Мартин Фр. |
| -------------------------- | --- | ---------------- |
|                            |     |                  |

### Група Б
Утакмице су игране на Мартинику
| Репрезентација    | Ута. | Поб. | Нер. | Изг. | ГД | ГП | ГРаз. | Бод. |
| ----------------- | ---- | ---- | ---- | ---- | -- | -- | ----- | ---- |
| Француска Гвајана | 3    | 2    | 1    | 0    | 5  | 0  | +5    | 7    |
| Мартиник          | 3    | 1    | 2    | 0    | 5  | 1  | +4    | 5    |
| Гваделуп          | 3    | 1    | 1    | 1    | 7  | 1  | +6    | 4    |
| Доминика          | 3    | 0    | 0    | 3    | 1  | 16 | –15   | 0    |

| Доминика           | 1:5 | Мартиник                                                                                 |
| ------------------ | --- | ---------------------------------------------------------------------------------------- |
| Рандолф Пелтие 39’ |     | Хавијер Булет 28’, 44’ · Жозе-Тијери Горон 43’ · Патрик Персин 58’ · Вилфрид Талијен 87’ |

| Гваделуп} | 0:1 | Француска Гвајана |
| --------- | --- | ----------------- |
|           |     | Ханс Косет 52’    |

| Доминика | 0:7 | Гваделуп                                                                               |
| -------- | --- | -------------------------------------------------------------------------------------- |
|          |     | Доминик Мока 13’, 39’ · Ерик Мока 23’, 26’, 35’ · Мишел Лорен 47’ · Хавијер Касаби 76’ |

| [[Фудбалска репрезентација Мартиника {{{altlink2}}}\|Мартиник]] | 0:0 | Француска Гвајана |
| --------------------------------------------------------------- | --- | ----------------- |
|                                                                 |     |                   |

| Доминика | 0:4 | Француска Гвајана                                         |
| -------- | --- | --------------------------------------------------------- |
|          |     | Карл Бока 4’ · Давид Мартињон 70’ · Силвио Бреле 78’, 85’ |

| Гваделуп | 0:0 | Мартиник |
| -------- | --- | -------- |
|          |     |          |

### Група Ц
Туркс и Кајкос,  Холандски Антили,  Гвајана,  Доминиканска Република и  Бахами сви су одустали и као резултат тога, Кубасе аутоматски пласирала у нокаут фазу овог квалификационог турнира.

### Група Д
Квалификанти за групу Д:  Гвајана и  Суринам. Мечеви су требали бити одиграни 5. и 11. септембра, али је од Гвајане затражено да замени Бахаме из групе Ц која је одустала, па је Суринам ушао у групу Д.
| Репрезентација    | Ута. | Поб. | Нер. | Изг. | ГД | ГП | ГРаз. | Бод. |
| ----------------- | ---- | ---- | ---- | ---- | -- | -- | ----- | ---- |
| Тринидад и Тобаго | 3    | 3    | 0    | 0    | 8  | 0  | +8    | 9    |
| Гренада           | 3    | 1    | 1    | 1    | 7  | 6  | +1    | 4    |
| Суринам           | 3    | 0    | 2    | 1    | 3  | 4  | –1    | 2    |
| Порторико         | 3    | 0    | 1    | 2    | 3  | 11 | –8    | 1    |

| Тринидад и Тобаго                                                   | 5–0 | Порторико |
| ------------------------------------------------------------------- | --- | --------- |
| Корнел Глен 13’, 43’, 48’ · Дерек Кинг 81’ (пен.) · Конрад Смит 89’ |     |           |

| Гренада                           | 2–2 | Суринам                                         |
| --------------------------------- | --- | ----------------------------------------------- |
| Рики Чарлс 46’ · Најџел Бишоп 50’ |     | Патрик Модест 27’ (а.г.) · Клифтон Сандвлит 59’ |

| Тринидад и Тобаго              | 2:0 | Гренада |
| ------------------------------ | --- | ------- |
| Најџел Пјер 22’ · Сид Греј 49’ |     |         |

| Суринам              | 1:1 | Порторико        |
| -------------------- | --- | ---------------- |
| Клифтон Сандвлит 45’ |     | Рафаел Ортиз 79’ |

| Тринидад и Тобаго | 1:0 | Суринам |
| ----------------- | --- | ------- |
| Корнел Глен 65’   |     |         |

| Гренада                                                                                            | 5:2 | Порторико                         |
| -------------------------------------------------------------------------------------------------- | --- | --------------------------------- |
| Марко Велез 1’ (а.г.) · Рики Чарлс 3’ · Денис Рение 58’ · Бернард Вилијамс 68’ · Дорсет Лнгиње 75’ |     | Хосе Гарсија 85’ · Исак Нивес 86’ |

### Група Е
Квалификанти групе Е:  Бермуди и  Аруба (Аруба одустала)
Играно на Сент Винсенту и Гренадинима; оригинално је требало да се игра на Кајманским Острвима, али је датум одигравања померен због  сезоне Урагана и штете коју је нанела.
| Репрезентација              | Ута.     | Поб.     | Нер.     | Изг.     | ГД       | ГП       | ГРаз.    | Бод.     |
| --------------------------- | -------- | -------- | -------- | -------- | -------- | -------- | -------- | -------- |
| Сент Винсент и Гренадини    | 3        | 1        | 2        | 0        | 8        | 4        | +4       | 5        |
| Британска Девичанска Острва | 3        | 1        | 1        | 1        | 3        | 2        | +1       | 4        |
| Бермуди                     | 3        | 1        | 1        | 1        | 5        | 6        | –1       | 4        |
| Кајманска Острва            | 3        | 1        | 0        | 2        | 2        | 6        | –4       | 3        |
| Аруба                       | одустала | одустала | одустала | одустала | одустала | одустала | одустала | одустала |

| Сент Винсент и Гренадини | 1:1 | Британска Девичанска Острва |
| ------------------------ | --- | --------------------------- |
| Метју Форд 69’           |     | Мајкл Хајнс 53’             |

| Бермуди                       | 2:1 | Кајманска Острва |
| ----------------------------- | --- | ---------------- |
| Кано Смит 4’ · Клевон Хил 34’ |     | Филип Бери 48’   |

| Сент Винсент и Гренадини                              | 3:3 | Бермуди                                         |
| ----------------------------------------------------- | --- | ----------------------------------------------- |
| Ренди Пјер 7’ · Ренсон Хајнс 52’ · Шандел Семјуел 54’ |     | Кано Смит 45’ · Морис Лов 79’ · Дејмон Минг 89’ |

| Британска Девичанска Острва | 0:1 | Кајманска Острва |
| --------------------------- | --- | ---------------- |
|                             |     | Гери Витакер 49’ |

| Сент Винсент и Гренадини                                              | 4:0 | Кајманска Острва |
| --------------------------------------------------------------------- | --- | ---------------- |
| Шандел Семјуел 20’, 51’ · Метју Форд 43’ (пен.) · Кенли Гонсалвес 80’ |     |                  |

| Британска Девичанска Острва | 2:0 | Бермуди |
| --------------------------- | --- | ------- |
| Вентон Џејмс 12’, 24’       |     |         |

Белешка: Бермуди су уложили жалбу због играња три играча са Сенржт Винсента а играли су за Британска Девичанска Острва (Монтгомери Батлер, Ејвондејл Вилијамс и Вентон Џејмс).

### Група Ф
Квалификанти групе Ф:  Антигва и Барбуда и  Ангвила (Ангвила је одустала)
| Репрезентација    | Ута. | Поб. | Нер. | Изг. | ГД | ГП | ГРаз. | Бод. |
| ----------------- | ---- | ---- | ---- | ---- | -- | -- | ----- | ---- |
| Сент Китс и Невис | 3    | 2    | 1    | 0    | 9  | 2  | +7    | 7    |
| Света Луција      | 3    | 2    | 1    | 0    | 6  | 2  | +4    | 7    |
| Антигва и Барбуда | 3    | 1    | 0    | 2    | 6  | 8  | –2    | 3    |
| Монтсерат         | 3    | 0    | 0    | 3    | 5  | 14 | –9    | 0    |

| Сент Китс и Невис                                                                | 6:1 | Монтсерат      |
| -------------------------------------------------------------------------------- | --- | -------------- |
| Жевон Франсис 10’, 45’, 86’ · Серет Канонијер 36’ · Жорж Исак 57’ · Флој Хоџ 83’ |     | Курт Адамс 81’ |

| Антигва и Барбуда                                                                          | 5:4 | Монтсерат                                                                  |
| ------------------------------------------------------------------------------------------ | --- | -------------------------------------------------------------------------- |
| Шон Ховсон 30’ (а.г.) · Кели Фредерик 53’ · Гарфилд Гонсалвес 67’, 82’ · Тамарли Томас 72’ |     | Тесфај Брамбл 38’ · Руел Фокс 41’ · Џуниор Мендес 50’ · Владимир Фарел 61’ |

| Сент Китс и Невис | 1:1 | Света Луција     |
| ----------------- | --- | ---------------- |
| Жевон Франсис 14’ |     | Леви Гилберт 67’ |

| Света Луција | 3:0 | Монтсерат |
| ------------ | --- | --------- |
|              |     |           |

| Сент Китс и Невис                  | 2:0 | Антигва и Барбуда |
| ---------------------------------- | --- | ----------------- |
| Вернон Сарџент 34’ · Жорж Исак 45’ |     |                   |

| Света Луција                     | 2:1 | Антигва и Барбуда |
| -------------------------------- | --- | ----------------- |
| Титус Елв 22’ · Леви Гилберт 27’ |     | Џорџ Даблин 65’   |

### Друга квалификациона рунда
| Хаити             | 1:0 | Сент Китс и Невис |
| ----------------- | --- | ----------------- |
| Елифејн Кадет 62’ |     |                   |

| Сент Китс и Невис | 0:2 | Хаити                                    |
| ----------------- | --- | ---------------------------------------- |
|                   |     | Елифејн Кадет 17’ · Џемпс Дорселијус 70’ |

| Света Луција    | 1:1 | Јамајка         |
| --------------- | --- | --------------- |
| Елаја Џозеф 23’ |     | Аким Присли 44’ |

| Јамајка                         | 2:1 | Света Луција  |
| ------------------------------- | --- | ------------- |
| Роланд Дин 1’ · Жермејн Хју 67’ |     | Титус Елв 23’ |

| Британска Девичанска Острва | 0:4 | Тринидад и Тобаго                                         |
| --------------------------- | --- | --------------------------------------------------------- |
|                             |     | Најџел Пјер 7’, 65’ · Кервин Џермот 69’ · Силвио Спен 70’ |

| Тринидад и Тобаго              | 2:0 | Британска Девичанска Острва |
| ------------------------------ | --- | --------------------------- |
| Најџел Пјер 22’ · Ангус Ив 62’ |     |                             |

| Сент Винсент и Гренадини                               | 3:1 | Гренада        |
| ------------------------------------------------------ | --- | -------------- |
| Шандел Самјуел 10’ · Алвин Гај 22’ · Кендал Велокс 60’ |     | Денис Рени 56’ |

| Гренада | 0:1 | Сент Винсент и Гренадини |
| ------- | --- | ------------------------ |
|         |     | Дарен Френсис 6’         |

| Куба                                | 2:0 | Мартиник |
| ----------------------------------- | --- | -------- |
| Педро Фајф 30’ · Маикел Галиндо 87’ |     |          |

| [[Фудбалска репрезентација Мартиника {{{altlink2}}}\|Мартиник]] | 0:2 | Куба                                  |
| --------------------------------------------------------------- | --- | ------------------------------------- |
|                                                                 |     | Алијан Сервантес 9’ · Лестер Море 62’ |

- Француска Гвајана слободна

### Трећа квалификациона рунда
| Јамајка                                                                                         | 5:0 | Француска Гвајана |
| ----------------------------------------------------------------------------------------------- | --- | ----------------- |
| Жермејн Хју 13’ · Дамион Стјуарт 57’ · Лутон Шелтон 62’ · Роберт Скарлет 75’ · Теофор Бенет 83’ |     |                   |

| Француска Гвајана | 0:0 | Јамајка |
| ----------------- | --- | ------- |
|                   |     |         |

| Тринидад и Тобаго                            | 3:1 | Сент Винсент и Гренадини |
| -------------------------------------------- | --- | ------------------------ |
| Гари Глазгов 51’ · [Лесли Фицпатрик 54’, 62’ |     | Ренсон Хајнес 24’        |

| Сент Винсент и Гренадини                 | 1:0 | Тринидад и Тобаго |
| ---------------------------------------- | --- | ----------------- |
| Метју Форд 65’ ([[Једанаестерац\|пен.]]) |     |                   |

| Хаити | 0:1 | Куба               |
| ----- | --- | ------------------ |
|       |     | Миакел Галиндо 51’ |

| Куба               | 1:1 (п.с.н) | Хаити            |
| ------------------ | ----------- | ---------------- |
| Јениер Маркез 112’ |             | Елифен Кадет 59’ |

## Финалисти
Репрезентације које су се квалификовале за финале
| Репрезентација    | Квалификација | Број учешћа | Досадашњи успеси |
| ----------------- | ------------- | ----------- | ---------------- |
| Барбадос          | домаћин       | 5           | групна фаза      |
| Јамајка           | Трећа рунда   | 10          | победник         |
| Куба              | Трећа рунда   | 6           | други            |
| Тринидад и Тобаго | Трећа рунда   | 13          | победник         |

## Завршни турнир
Утакмице су се играле на  Барбадосу.

## Финална група
| Репрезентација    | Ута. | Поб. | Нер. | Изг. | ГД | ГП | ГРаз. | Бод. |
| ----------------- | ---- | ---- | ---- | ---- | -- | -- | ----- | ---- |
| Јамајка           | 3    | 3    | 0    | 0    | 4  | 1  | +3    | 9    |
| Куба              | 3    | 2    | 0    | 1    | 5  | 2  | +3    | 6    |
| Тринидад и Тобаго | 3    | 1    | 0    | 2    | 5  | 6  | –1    | 3    |
| Барбадос          | 3    | 0    | 0    | 3    | 2  | 7  | –5    | 0    |

| Јамајка                              | 2:1 | Тринидад и Тобаго |
| ------------------------------------ | --- | ----------------- |
| Лутон Шенлон 13’ · Енди Вилијамс 35’ |     | Најџел Пјер 37’   |

| Барбадос | 0:3 | Куба                                    |
| -------- | --- | --------------------------------------- |
|          |     | Лестер Мор 24’ 71’ · Маикел Галиндо 90’ |

| Куба                | 2:1 | Тринидад и Тобаго |
| ------------------- | --- | ----------------- |
| Лестер Мор 23’, 47’ |     | Корнел Глен 13’   |

| Јамајка          | 1:0 | Барбадос |
| ---------------- | --- | -------- |
| Енди Вилијамс 8’ |     |          |

| Куба | 0:1 | Јамајка          |
| ---- | --- | ---------------- |
|      |     | Лутон Шелтон 48’ |

| Тринидад и Тобаго                                | 3:2 | Барбадос                         |
| ------------------------------------------------ | --- | -------------------------------- |
| Конрад Смит 11’ · Корнел Глен 30’ · Енгус Ив 84’ |     | Мајкл Форд 32’ · Рајан Лукас 86’ |

Квалификовали се за Конкакафов златни куп 2005.
- Јамајка
- Тринидад и Тобаго
- Куба

| Најбољи играч Енди Вилијамс | Победник Купа Кариба 2005. Јамајка 3° титула | Најбољи стрелац Лутон Шелтон (9 голова) |